# Чорна ріка (фільм, 2001)
«Чорна ріка» (англ. Black River) — американський фантастичний телефільм з елементами трилера 2001 р. про письменника, який приїжджає в місто Блек Рівер (укр. Чорна ріка) в пошуках, щоб знайти спокій і щастя, але щось не дозволяє йому покинути містечко. Екранізація оповідання Діна Кунца. 
Теглайн фільму: «Дистанційний. Контрольований».

## Сюжет
Письменник Бойд «Бо» Ейкенс (Джей Мор), останнім часом безробітний і розлучений, залишає Лос-Анджелес в надії знайти місце, щоб почати все спочатку. Він приїжджає до звичайного невеликого містечка під назвою Блек Рівер і зупиняється пообідати. Тим не менше, після зустрічі з одним недоброзичливим місцевим жителем, він передумав і їде геть. Проте тільки-но покинувше місто, Бо розуміє, що в нього дзвонить телефон. Незнайомець попереджує його про неприємності. Через кілька секунд Ейкенса зупиняє поліція і заарештовує, начебто його автомобіль був вкрадений і знаходиться у чорному списку, в розшуку. Чоловік не розуміє, що коїться, але його автомобіль уже евакуйований з міста, обставини вимагають від нього неохоче залишитися на ніч у місті.
У той же час ще до Блек Рівер прибуває ще одна гостя — Лора Кросбі, їй пощастило знайти давно втрачену сестру, одну з місцевих офіціанток. Лора і Бо подружилися, але Бо отримує виклик в ту ж ніч у своєму готельному номері, незнайомець попереджає його, щоб той тримався подалі від жінки. Пізніше місцевий житель, який переслідував Бо і попереджував про негативні наслідки (показано, що він був п'яний), помирає через загадкові та містичні обставини.
Наступного дня Бо йде у відділення поліції, щоб отримати свою машину, але знаходить її на звалищі розчавленою. Він намагається придбати квиток на поїзд, але поїзди всі проїжджають повз місто. Чоловік намагається купити старий автомобіль, але його кредитні картки визнані недійсними, а електронні кошти передані до місцевого банку Блек Рівер і заморожені на невизначений термін. У той же час у банку він отримує ще один таємничий телефонний дзвінок. Абонент ідентифікує себе як «Перикла», попереджає знову Бо і вмовляє його дати місту шанс. Коли Бо відповідає сердито, електрика та сигналізація банку ламається, що змушує Ейкенса втекти з установи.
Бо намагається подорожувати автостопом з міста, але людина, що пропонує йому свої послуги, має таємничий електричний вогонь в автомобілі. Зневірившись, Бо намагається бігти пішки, проте лазерний промінь з неба змушує його повернути назад. Увесь на емоціях Бо відвідує офіс мера міста та погрожує йому пістолетом, вимагаючи розказати, хто такий «Перикл». Дзвонить телефон, Перикл повідомляє їм, що він посилає автомобіль. Насправді це транспортний засіб з супутниковим керуванням, спочатку призначений для управління за допомогою пульта дистанційного керування його власника, але наразі контролюється Периклом, авто мандрує по місту в автономному стані роумінг. Бо відвозять до місцевої комп'ютерної компанії.
Власник компанії пояснює про їх недавній проект: створити штучний інтелект, який може бути одночасно в будь-якому місці в кіберпросторі. Така особистість зможе бачити крізь будь-яку камеру, чути і говорити через будь-яку телефонну лінію, зламувати комп'ютери за бажанням і навіть контролювати віддалений доступ системи (наприклад, орбітальна лазерна система, що стріляла у Бо раніше). Експерти вважають, що експеримент провалився, проте Ейкенс розуміє, що насправді все вдалося, найсміливіші мрії стали реальністю. Тепер розуміючи, що він не може покинути місто і не має місця, де Перикл не зможе слідувати за ним, Бо упокорюється зі своїм становищем. Його новопризначений ріелтор показує йому прекрасний будинок в комплекті з комп'ютером і собакою практично ідентичною з його недавно померлим вихованцем.
Рік потому показано, що Бо і Лора — тепер громадяни з хорошою репутацією у Блек Рівер, вони у гарних відносинах і часто бачаться (тобто застереження Перикла були звичайною реверсивною психологією). До міста приїжджає новий мандрівник, Ейкенс бачить його у тому самому кафе, в якому опинився сам рік тому. Під час розмови Бо дізнається, що незнайомець є скульптором, в нього зламалося авто і в нього немає бажання залишатися в Блек Рівер. Бо пише йому записку, начебто завдяки цьому можна отримати знижку в знайомого механіка. Але коли випадковий водій читає її біля свого авто, там знаходиться попередження: «Якщо хочеш поїхати, їдь зараз!». Незнайомець здивовано дивиться в сторону кафе і читає друге попередження на наступній сторінці: «P.S. Не підходь до телефону!» У цей же момент дзвонить телефон, і після деяких сумнівів скульптор вирішує відповісти. У відповідь він чує голос Перикла: «Привіт, Ден. Ласкаво просимо в моє місто». З розпачем у серці Бо розуміє, що новачок також потрапив у пастку штучного інтелекту.

## Ролі
- Джей Мор — Бойд «Бо» Ейкенс
- Ліза Едельштейн — Лора Кросбі
- Енн Кьюсак — Менді Пруелл
- Рон Канада — шериф Салкс
- Білл Доу — Томас Пінкветер
- Скотт Хайлендс — Річард Кранч
- Стівен Тоболовскі — мер Том Томпсон
- Патрісія Дрейк — Ненсі Ларшак
- Тай Олссон — Френк Ярлі
- Роберт Молоні — скульптор
- Бетті Лінде — літня жінка

## Виробництво
Прем'єра фільму відбулася 6 липня 2001 р. на телеканалі Fox.

## Критика
Рейтинг на IMDb — 5,9/10.